# FC Hürth
Der FC Hürth is een Duitse sportvereniging uit Hürth die op 17 juni 2007 ontstaan is door de samensmelting van Spielvereinigung 1919 Hürth-Hermülheim e. V. en BC Berrenrath 1926 e. V..
In 2013 degradeerde de club uit de Mittelrheinliga, het 5e niveau in Duitsland, maar kon na één seizoen terugkeren. 